# Chrysopogon melanorrhinus
Chrysopogon melanorrhinus är en tvåvingeart som beskrevs av Clements 1985. Chrysopogon melanorrhinus ingår i släktet Chrysopogon och familjen rovflugor. Inga underarter finns listade i Catalogue of Life.